# イオン京橋店
イオン京橋店（イオンきょうばしてん）は、大阪府大阪市都島区片町二丁目にあったイオンリテール株式会社が運営していた大型商業施設（ショッピングセンター）である。

## 概要

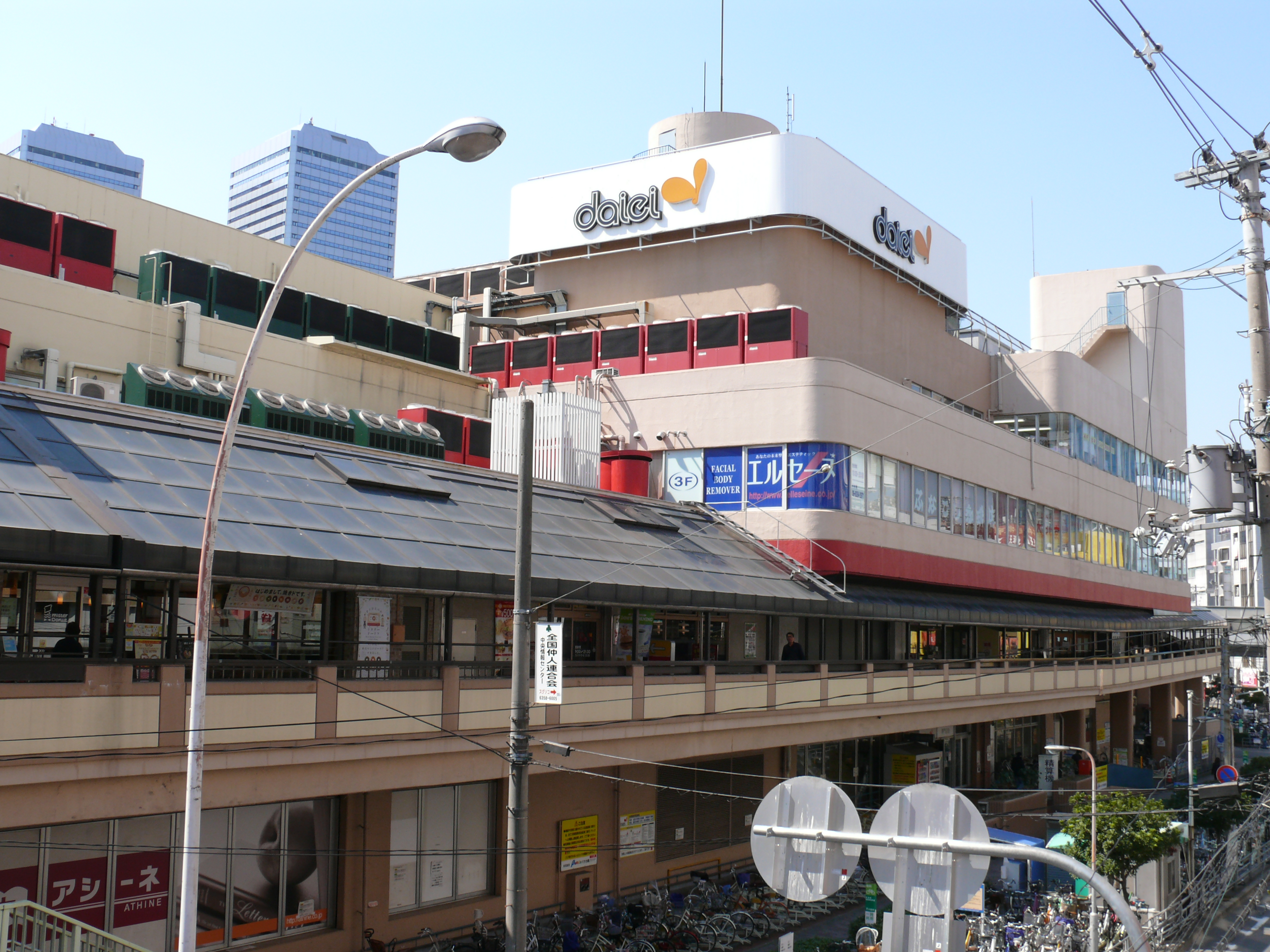
ダイエー京橋店時代

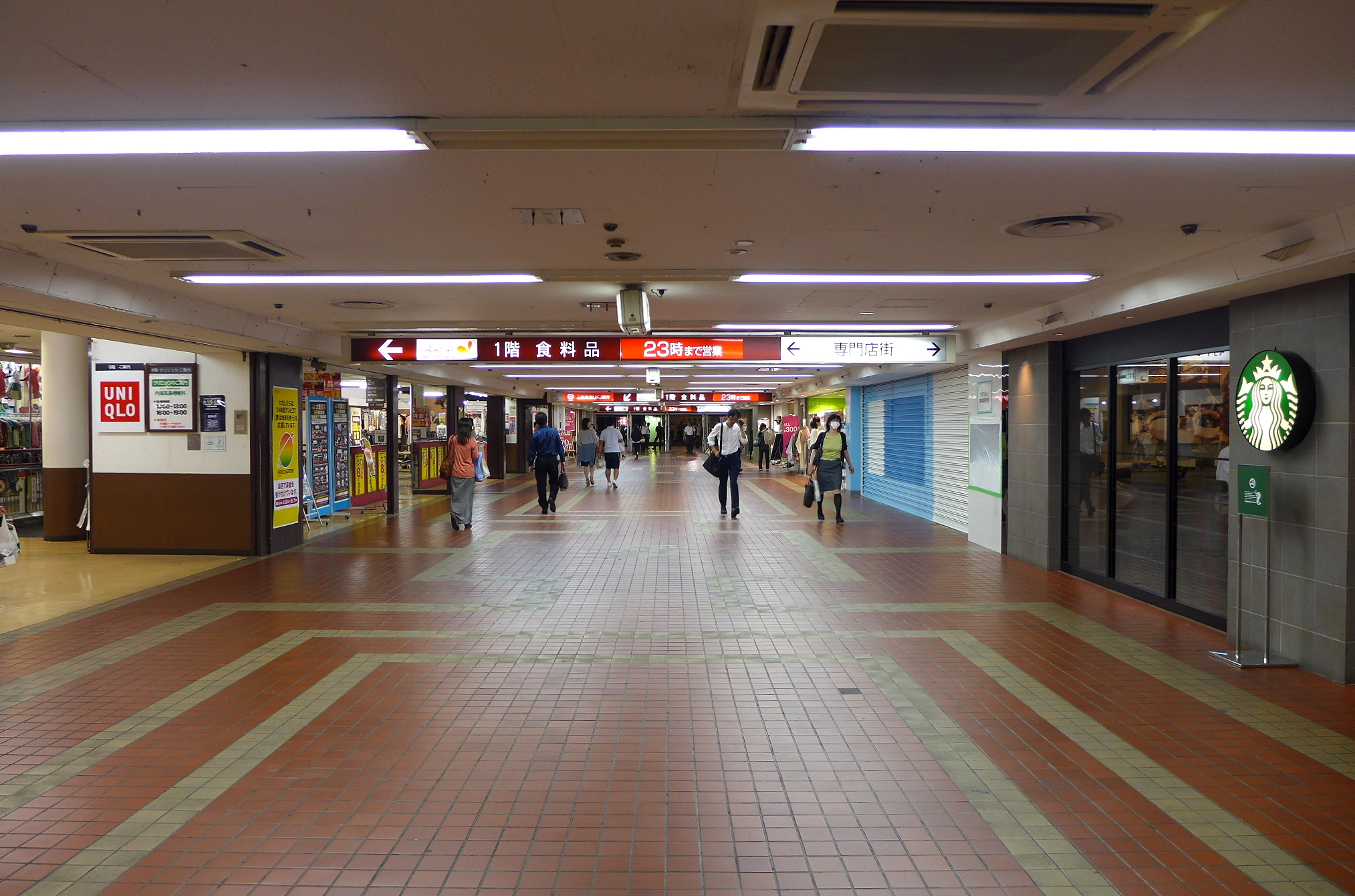
ダイエー京橋店自由通路

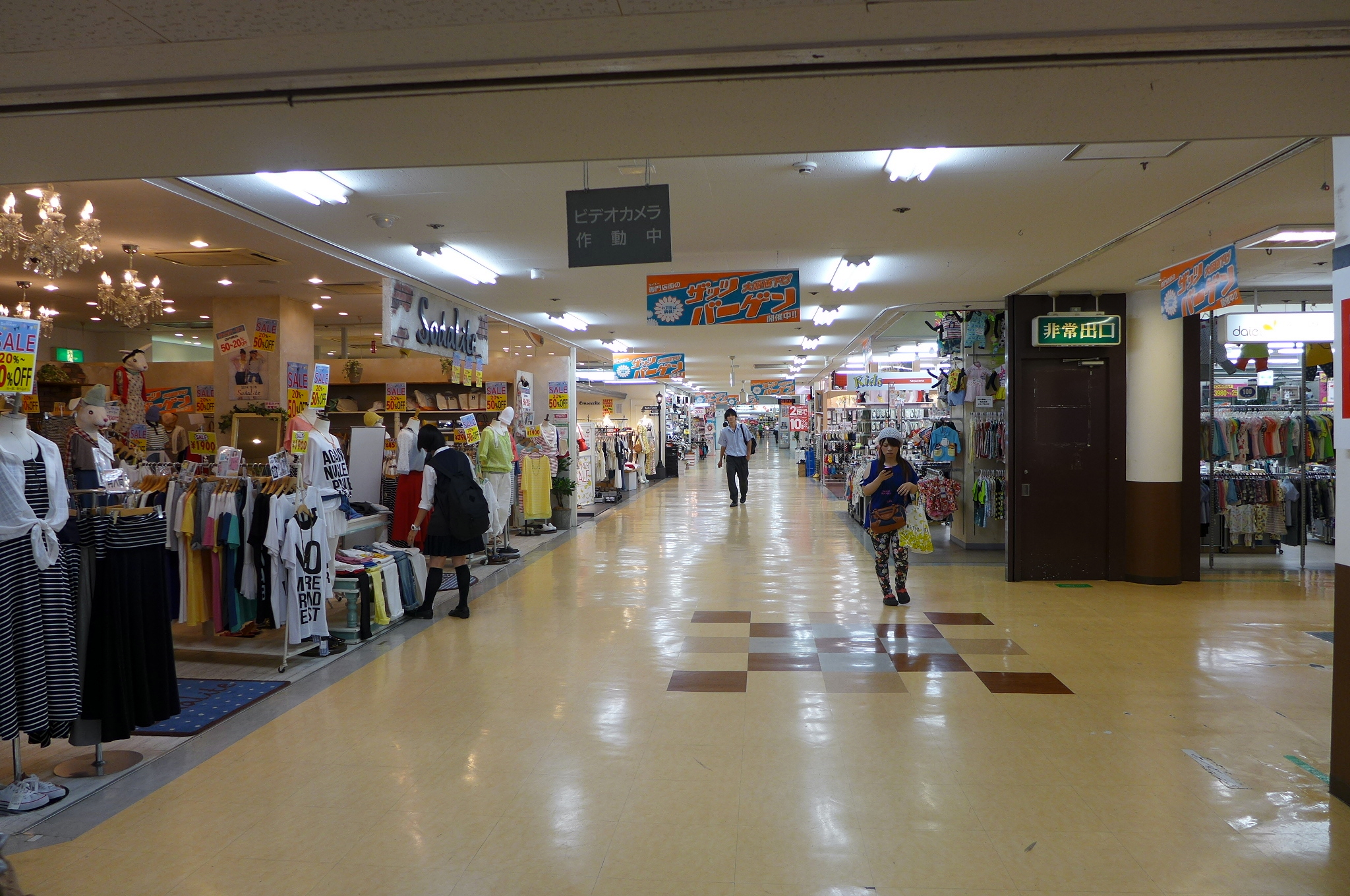
ダイエー京橋店（2014年）

京橋駅前に位置していた。建物は西館と東館の2棟で、通り抜けが可能であった。東館の2階はJR京橋駅（西口）と直結しており、また、ペデストリアンデッキで繋がっていた京阪京橋駅や大阪ビジネスパーク（OBP）まで雨に濡れずに行くことができた。3階と4階は東館が西館よりも少し高くなっていて、同じ階同士であっても段差があった。

### ダイエー京橋店時代
1971年、近畿車輛事業所跡地に京橋ショッパーズプラザ（ダイエー京橋店）としてオープン。建築は竹中工務店が担当した。
1986年4月21日には、OBPの開発による集客力の増加が見込まれたため、ダイエー部分は17.8%、専門店街（テナント）部分は20%、それぞれ増床し、若者向けの衣料品を強化した上で再開業した。リニューアル初年度の売上目標は10億円であった。ダイエー時代の店番号は0235。ネットスーパー取扱店舗であった。
かつて専門店街はショッパーズプラザ京橋を名乗っていたが、イオン転換から閉業まではイオン京橋店で統一されていた。ただし、京橋駅構内の案内板等に名称が残っている。
本店舗は、甲子園店（現：イオン甲子園店、西宮市）、東戸塚店（現：イオンスタイル東戸塚、横浜市戸塚区）、新浦安店（現：イオン新浦安店、浦安市）、ダイエー碑文谷店（現：イオンスタイル碑文谷、東京都目黒区）、福岡店（現：イオンショッパーズ福岡店、福岡市中央区）と並ぶ旗艦店として知られ、大阪市旭区の千林商店街にあった1号店「主婦の店・大栄（ダイエー）薬局店」の閉鎖後は、ダイエー発祥の地・大阪市におけるシンボル的な店舗とされていた。

### イオン京橋店時代
2016年3月1日より営業権がイオンリテールに承継された。同月7日にダイエーとしての営業を終了し、2日間の休業後に、同月10日にイオン京橋店に改称した。
大阪市が2017年に発表した「要緊急安全確認大規模建築物の耐震診断結果一覧表」では、耐震強度を示すIs値の低さが指摘されていた。その年の8月、この京橋駅周辺地域が「都市再生緊急整備地域」に拡大指定されたことを受け、このイオン京橋店のある個所も再開発の対象とされ、2019年9月30日をもって完全閉店した。

### 閉業後
閉業後の2019年12月より2021年（令和3年）8月までの工期で解体工事が行われた。その後、商業施設を併設したオフィスビルへの再開発が検討されている。なお、再開発が本格化するまでの一時的な暫定利用として、イオンモールがイオン京橋店跡地に臨時商業施設「FULALI KYOBASHI」を建築。2023年7月20日に第1期、同年秋に第2期をそれぞれオープンする予定。

## フロア構成
| 階 | 東館                                               | 西館                                 |
| -- | -------------------------------------------------- | ------------------------------------ |
| 5F | 片町駅連絡通路                                     | 電器製品・専門店                     |
| 4F | インテリア・日用雑貨・日用消耗品・文具玩具・自転車 | 紳士衣料品                           |
| 3F | 婦人衣料品・子供衣料品                             | 婦人肌着・化粧品                     |
| 2F | 衣料品・雑貨・外食コーナー                         | 服飾雑貨                             |
| 1F | 食料品・医薬品・外食コーナー・専門店               | 食料品・医薬品・外食コーナー・専門店 |

3・4階は東館の方が西館よりも1段高くなっており、フロア内に段差が存在する。

## 主なテナント
2019年7月当時は、イオンリテールストア直営売場を核に、「Green Parks topic」「Honeys」、「ユニクロ」、「SPC」、「キャンドゥ」、「マツヤデンキ」、「パロ」「モーリーファンタジー」、「アシーネ」、「ミスタードーナツ」、「ドムドムハンバーガー」、「ディッパーダン」など50以上の専門店が出店していた。

## かつて存在していた主なテナント
- 東海銀行大阪京橋支店 - UFJ銀行（現：三菱UFJ銀行）との店舗統合により2002年に閉店。その後旧ダイエー店舗内にATMを設置。
- ウェンディーズ - 開店当時はダイエー傘下だった。その後ダイエーからゼンショーへ事業譲渡するも契約打ち切りにより2009年12月31日で閉店。
- 島之内寄席 - 1975年から10年間、「島之内京橋ダイエー亭」と称して興行を行っていた。

## アクセス
- 電車
  - 京阪、JR大阪環状線、学研都市線京橋駅から徒歩2分
- バス
  - 京橋駅前から5分
  - 京橋駅南口から6分
  - 京橋北口から約7分